# Jacob Scavenius
Jacob Frederik Brønnum Scavenius (født 12. september 1838 i København, død 26. november 1915 sammesteds) var dansk kultusminister fra 24. august 1880 til 6. juli 1891. Han var søn af godsejeren Peder Brønnum Scavenius.

## Karriere
Jacob Scavenius arvede storgodserne Gjorslev på Stevns og Klintholm på Møn og var en dygtig landmand.
Han stod oprindeligt Bondevennerne nær og var i stærk opposition til De Nationalliberale. Da Det forenede Venstre blev stiftet i 1870, brød han fuldstændigt med sine gamle allierede, Bondevennerne, og sluttede sig nu til den konservative fløj i Folketinget.
I 1880 blev han kultusminister (svarende til kirke- og undervisningsminister) i fætteren J.B.S. Estrups regering, og han blev her, stærkt påvirket af nederlaget i 1864, ministeriets mest forsvarsivrige medlem. Selv om han var én af de udprægede "kampministre", fik han på grund af sin saglige tilgang til problemerne vedtaget værdifulde love for kulturlivet på trods af provisorie- og visnepolitik. Gustav Wieds afsløring af Scavenius' dobbeltmoral fik taburetten til at vakle, og da tilnærmelserne mellem Folketingets fløje begyndte at spire, måtte Scavenius som den største torn i øjet på oppositionen ofres, og han måtte forlade ministeriet i 1891. Han var en ivrig og dygtig organisator i partiet Højre.
I 1891 kom Scavenius for højsteret efter at have vundet ved overretten overfor Beldringe sogneråd der udfordrede hans ret i egenskab af kulturminister til at stille krav om at når en almueskole nåde et elevtal på 80 at de skulle ansætte en lærer mere til at varetage undervisningen. Noget han havde gjort adskillige gange .

## Hædersbevisninger
Scavenius blev kammerherre 1875, Dannebrogsmand 1864, Ridder af Dannebrog 1878, Kommandør af 2. grad 1881, af 1. grad 1884 og fik Storkorset i 1888 og Fortjenstmedaljen i guld 1903.

## Gengivelser
Hans gravmæle på Holtug Kirkegård er udført af Elna Borch 1918. Der findes også buster af Elna Borch og Julius Schultz. Træsnit 1880 efter fotografi og af H.P. Hansen 1881. Portrætteret på litografi af Statsrådet 1884 og på træsnittet Statsraad under Christian IX. efter tegning af Knud Gamborg.